# Nombulelo Yende
Nombulelo Yende (* 1991 in Mkhondo) ist eine südafrikanische Opernsängerin in der Stimmlage Sopran.

## Biografie
Nombulelo Yende sang ab dem Alter von vier Jahren im Chor ihrer Kirchengemeinde. Nach dem Abschluss der High School studierte sie bei Virginia Davids an der Opernschule der Universität Kapstadt. Während dieser Zeit sammelte sie erste Bühnenerfahrung an verschiedenen Bühnen Kapstadts, u. a. als Giulietta (I Capuleti e i Montecchi), Serpina (La serva padrona), Carolina (Il matrimonio segreto) und Fiordiligi (Così fan tutte). Sie ist die jüngere Schwester der international wirkenden Sopranistin Pretty Yende.
Von 2021 bis 2024 war sie Mitglied des Opernstudios der Oper Frankfurt und stellte dort neben kleineren Rollen die Tatjana in Eugen Onegin und die Micaëla in Carmen dar. Seit der Spielzeit 2024/25 ist sie Ensemblemitglied dieses Hauses. Bei den Tiroler Festspielen Erl wirkte sie 2023 als Kupawa in Rimski-Korsakows Schneeflöckchen und 2024 als Maria in Tschaikowskis Mazeppa mit.

## Preise und Auszeichnungen
- Hauptpreis und Publikumspreis, Vincenzo Bellini International Belcanto Competition, Frankreich 2018[5]
- Publikumspreis beim Internationalen Gesangswettbewerb Neue Stimmen, Gütersloh 2019[6]
- 1. Preis Frauenstimmen und Publikumspreis, Stanisław Moniuszko Gesangswettbewerb, Warschau 2022[7]